# Găgești
Găgeşti é uma comuna romena localizada no distrito de Vaslui, na região de Moldávia. A comuna possui uma área de 65.04 km² e sua população era de 2248 habitantes segundo o censo de 2007.